# Cyproidea liodactyla
Cyproidea liodactyla is een vlokreeftensoort uit de familie van de Cyproideidae. De wetenschappelijke naam van de soort is voor het eerst geldig gepubliceerd in 1978 door Hirayama.